# Algo Kärp
Algo Kärp est un fondeur estonien, né le 13 avril 1985 à Tarvastu.

## Biographie

### Carrière sportive
Licencié au Viljandi Suusaklub, Kärp prend part à ses premières courses de la FIS en 2003-2004.
Il démarre en Coupe du monde en 2006. C'est trois ans plus tard qu'il marque ses premiers points avec une 20e place à Val di Fiemme. En mars 2014, il établit son meilleur classement sur une épreuve de Coupe du monde avec une 16e place au cinquante kilomètres classique d'Holmenkollen.
En 2010, il prend part à ses premiers Jeux olympiques avec l'édition de Vancouver où il est 41e du cinquante kilomètres classique et 14e du relais. Cet hiver, il gagne son premier titre national sur la poursuite devant Andrus Veerpalu.
Lors des Jeux de Sotchi quatre ans plus tard, il est 42e du quinze kilomètres classique et 10e du relais. Il gagne le même mois son unique manche dans la Coupe de Scandinavie, un vingt kilomètres d'Otepää.
Ses meilleurs résultats en championnat du monde sont 21e du cinquante kilomètres classique en 2015 à Falun en individuel et 10e en relais en 2011 à Oslo.
Il se qualifie de manière inattendue pour les Jeux olympiques d'hiver de 2018, à Pyeongchang, où il termine 17e du cinquante kilomètres et douzième du relais.

### Affaire de dopage
En 2019, il avoue avoir fait appel à des transfusions sanguines à fin de dopage à partir de 2006, après que Karel Tammjärv et Andrus Veerpalu ont été pris par la patrouille. Il avait déjà mis fin à sa saison, ayant des problèmes de santé. Il est suspendu par la FIS jusqu'en septembre 2021 et tous ses résultats depuis le 22 février 2017 sont annulés.

## Palmarès

### Jeux olympiques d'hiver
| Épreuve / Édition   | Sprint                           | Sprint                           | 15 km                            | 15 km                            | Skiathlon 2 × 15 km | 50 km | Relais | Relais    |
| Épreuve / Édition   | libre                            | classique                        | libre                            | classique                        | Skiathlon 2 × 15 km | 50 km | Sprint | 4 × 10 km |
| JO 2010 Vancouver   | Épreuve inexistante à cette date | —                                | —                                | Épreuve inexistante à cette date | —                   | 41e   | —      | 14e       |
| JO 2014 Sotchi      | —                                | Épreuve inexistante à cette date | Épreuve inexistante à cette date | 42e                              | —                   | —     | –      | 10e       |
| JO 2018 Pyeongchang | Épreuve inexistante à cette date | —                                | —                                | Épreuve inexistante à cette date | —                   | DSQ   | —      | DSQ       |

Légende :
- : pas d'épreuve
- — : Non disputée par Algo Kärp
- DSQ : disqualifié pour dopage

### Championnats du monde
| Épreuve / Édition | Épreuve / Édition | Liberec 2009 | Oslo 2011 | Val di Fiemme 2013 | Falun 2015 | Lahti 2017 |
| 15 km Classique   | 15 km Classique   | 57e          | 23e       |                    |            | DSQ        |
| 50 km Classique   | 50 km Classique   |              |           | 47e                | 21e        |            |
| Relais 4 × 10 km  | Relais 4 × 10 km  |              | 10e       |                    |            | DSQ        |

### Coupe du monde
- Meilleur classement général : 122e en 2014.
- Meilleur résultat individuel : 16e.

#### Classements en Coupe du monde
| Année     | Classement général final | Classement distance |
| 2008-2009 | 146e                     | 90e                 |
| 2009-2010 | 148e                     | 97e                 |
| 2010-2011 | 49e                      | 92e                 |
| 2013-2014 | 122e                     | 74e                 |

### Coupe de Scandinavie
- 1 victoire.

### Championnats d'Estonie
- Champion sur le skiathlon lors de l'hiver 2016-2017.
- Champion sur la poursuite lors de l'hiver 2009-2010.